# Madna
Madna, est une commune de la wilaya de Tiaret en Algérie.